# Matías Russo
Matías Russo (ur. 4 września 1985 roku w  Paranie) – argentyński kierowca wyścigowy.

## Kariera
Russo rozpoczął karierę w międzynarodowych wyścigach samochodowych w 2001 roku od startów w klasie Light Południowoamerykańskiej Formuły 3. W późniejszych latach Argentyńczyk pojawiał się także w stawce Argentyńskiej Formuły Super Renault, Włoskiej Formuły 3000, Top Race V6 Argentina, TC Pista Argentina, FIA GT Championship, 24-godzinnego wyścigu Le Mans, American Le Mans Series, TC2000, Le Mans Series, Intercontinental Le Mans Cup, Super TC2000 oraz Blancpain Endurance Series.

## Wyniki w 24h Le Mans
| Rok  | Zespół       | Partnerzy                          | Samochód         | Klasa | Okr. | Poz. | Klasa Pos. |
| ---- | ------------ | ---------------------------------- | ---------------- | ----- | ---- | ---- | ---------- |
| 2009 | AF Corse     | Gianmaria Bruni Luís Pérez Companc | Ferrari F430 GT2 | GT2   | 317  | 26   | 6          |
| 2011 | PeCom Racing | Luís Pérez Companc Pierre Kaffer   | Lola B11/40-Judd | LMP2  | 139  | NU   | NU         |